# Oamenii Legii
Oamenii Legii este un serial care este difuzat pe AXN, care urmărește patru echipe din cadrul Poliției Române care se ocupă de dosare și intervin în infracțiuni.
Serialul a debutat pe 14 noiembrie 2022 și este difuzat de luni până vineri la ora 18:00.
Serialul este de ficțiune, dar cei care joacă sunt polițiști adevărați.
Fiecare episod conține mai multe cazuri de ficțiune, care sunt reconstituite ca și cum ar fi o anchetă adevărată (așa-numitul gen Scripted Reality Show - ficțiune prezentată în stilul reality).

## Premisă
Fiecare episod va prezenta trei cazuri diferite, din momentul în care Poliția primește apelul la 112 și până la soluționarea cazurilor.